# Schneewinkelkopf
Der Schneewinkelkopf ist ein aus zwei Gipfeln bestehender Berg der Glocknergruppe im Westlichen Tauernhauptkamm, einem Gebirge der Zentralalpen. Er liegt genau auf der Grenze zwischen den österreichischen Bundesländern Kärnten und Osttirol. Der Hauptgipfel weist eine Höhe von 3472 m ü. A. auf. Die beiden Gipfel sind etwa 200 Meter voneinander entfernt und durch einen von Nordwesten nach Südosten verlaufenden Grat, einem Teil des Glocknerkamms, verbunden. Andere Grate gibt es nicht. Der Schneewinkelkopf erscheint von Nordosten aus gesehen wie ein flach gewölbter von Firn bedeckter Dom, nur an seiner Südwestseite tritt der Fels zutage. Von Nordwesten dagegen wirkt er wie eine Schneepyramide mit bis zu 80° geneigten Firnwänden. Die Punkte der beiden Gipfel sind unter Schnee verborgen. Zuerst bestiegen wurde der Kopf am 14. September 1869 von dem Münchner Alpinisten Karl Hofmann und dem Prager Kaufmann und Mitbegründer des Deutschen Alpenvereins Johann Stüdl. Geführt wurden sie von Thomas Groder und Josef Schnell aus Kals am Großglockner.

## Umgebung

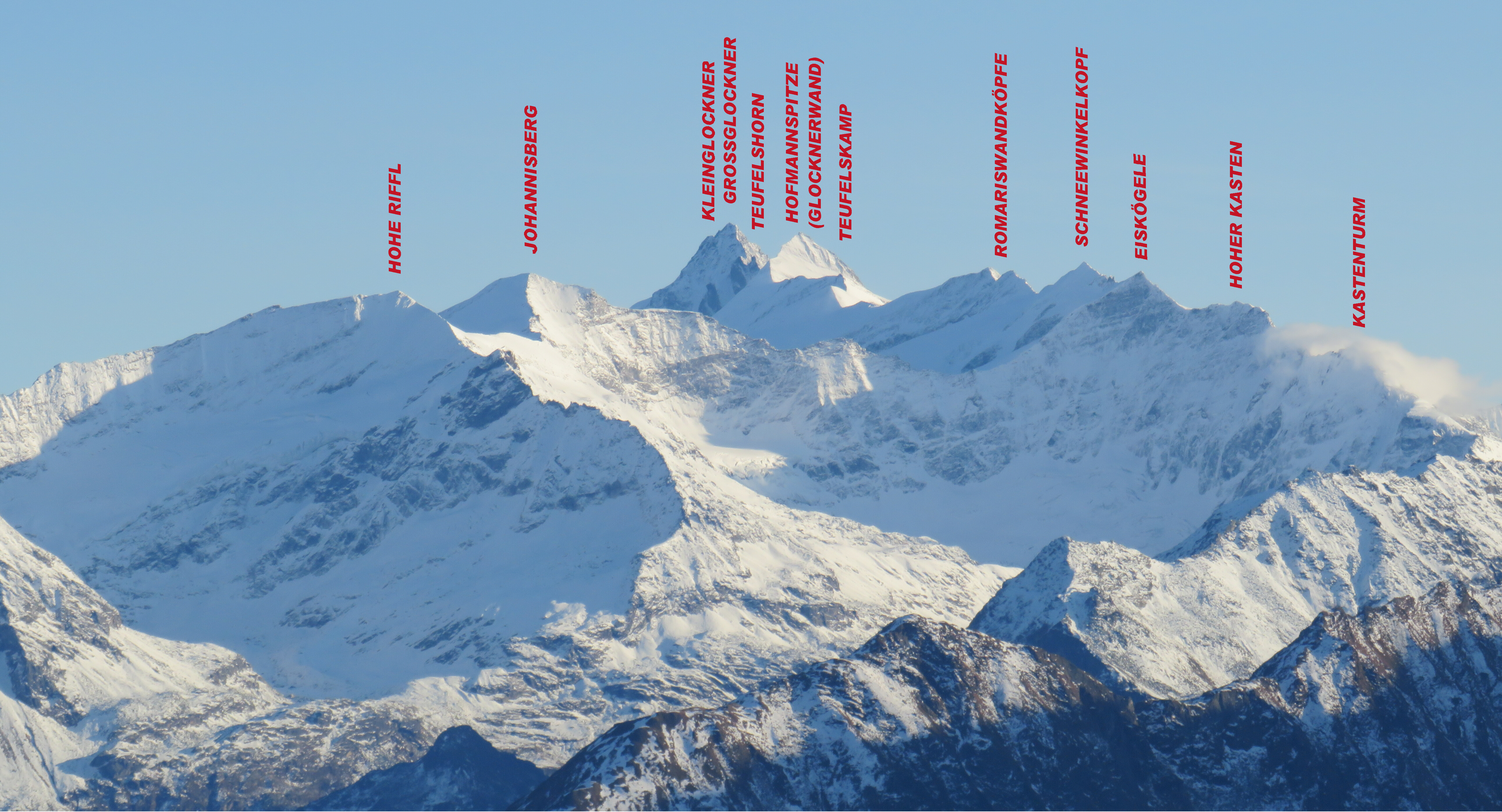
Lage des Schneewinkelkopfes im Tauernhauptkamm bzw. dem Glocknerkamm gesehen von Nordwesten, mittig vorne das Ödenwinkelkees, links Oberes Rifflkees, Unteres Rifflkees und Rifflkarkees

Der Schneewinkelkopf liegt am nordwestlichen Ende des Glocknerkamms. Er ist vollständig von Gletschern umgeben. Im Nordosten erstreckt sich bis auf Gipfelhöhe der sogenannte Schneewinkel der zum Nährgebiet der Pasterze gehört, dem größten Gletscher der Ostalpen, südwestlich liegt das Laperwitzkees. Benachbarte Berge sind im Verlauf des Nordwestgrats das Eiskögele mit einer Höhe von 3423 m und entlang des firnbedeckten Glocknerkamms, nach Südosten, liegt, getrennt durch die Schneewinkelscharte auf 3412 m Höhe gelegen, der Romariswandkopf (3511 m). Weitere Berge im Verlauf des Kamms sind die Glocknerwand mit ihren sieben Türmen und jenseits der Unteren Glocknerscharte (3596 m) schließlich der Großglockner. Nach Westen fällt der Schneewinkelkopf jenseits der Aderwand hinab ins Dorfer Tal, der nördlichen Verlängerung des Kalser Tals. Die nächstgelegenen bedeutenden Siedlungen sind das gut 10 Kilometer Luftlinie südlich in Osttirol gelegene  Kals am Großglockner und das etwa 20 km im Norden liegende Kaprun im salzburgischen Pinzgau.

## Stützpunkte und Touren
Der Weg der Alpinisten im Jahre 1869 führte von der Schneideralpe, beim heutigen Kalser Tauernhaus im Dorfer Tal aus bei grosser Kälte und eisigem Nordsturm, aber hellem Wetter über das stark geneigte und spaltenreiche Laperwitzkees und den Südostgrat zum höchsten Punkt. Man brauchte fünf Stunden für den Aufstieg. Der Abstieg führte hinunter zur Pasterze und nach dreieinhalb Stunden war man in der Hofmannshütte, der historischen Unterkunft von Erzherzog Johann von Österreich, die Karl Hofmann 1869 neu errichten ließ. Stützpunkt für den heutigen Normalweg ist die Oberwalder Hütte (2972 m), nordwestlich der Franz-Josefs-Höhe gelegen. Der Weg führt als ernsthafte Hochtour, mit entsprechender Ausrüstung und Gletschererfahrung, von der Hütte aus zunächst in nordwestlicher, dann westlicher Richtung über die spaltenreiche Pasterze zum Oberen Pasterzenboden und dann südlich zur Schneewinkelscharte. Von dort aus gelangt man über den Südostgrat zum Gipfel in etwa drei Stunden Gehzeit. Weitere Anstiege sind über den mit Blöcken bedeckten Südgrat, durch die felsige Westwand und die firnüberzogenen anderen Wände des Kopfes möglich. Die Routen erfordern Kletterkenntnisse im Schwierigkeitsgrad UIAA II. Die Eisneigung der Wände variiert von 40 bis 80°.